# LASK Amateure OÖ
Die LASK Amateure OÖ sind eine von der Saison 2014/15 bis zum Ende der Saison 2017/18 und seit 2022/23 wieder bestehende Fußball-Spielgemeinschaft aus der zweiten Herrenmannschaft des LASK und der ersten Herrenmannschaft des FC Juniors OÖ (bis 2017 FC Pasching). Von 2014 bis 2016 trat die Mannschaft als SPG FC Pasching/LASK Juniors an und erhielt 2017 nach der Umbenennung des FC Pasching den Namen LASK Juniors OÖ. In ihrem ersten vierjährigen Bestehen spielte die Mannschaft in der drittklassigen Regionalliga Mitte. Die Mannschaft trug ihre Heimspiele im Waldstadion in Pasching aus und wurde von Martin Hiden (bis März 2015), Mario Messner (März bis Juni 2015) und Ronald Brunmayr (Juli 2015 bis Juni 2018) trainiert. Zur Saison 2022/23 wurde das Team als LASK Amateure OÖ reaktiviert.

## Geschichte
| Saison  | Liga (Stufe)             | Platz | Tore  | Punkte |
| ------- | ------------------------ | ----- | ----- | ------ |
| 2014/15 | Regionalliga Mitte (III) | 9     | 46:49 | 43     |
| 2015/16 | Regionalliga Mitte (III) | 5     | 59:46 | 50     |
| 2016/17 | Regionalliga Mitte (III) | 14    | 43:49 | 31     |
| 2017/18 | Regionalliga Mitte (III) | 4     | 54:46 | 52     |

Die Spielgemeinschaft wurde zur Saison 2014/15 unter dem Namen SPG FC Pasching/LASK Juniors gemeldet und bestand aus der zweiten Herrenmannschaft des LASK und der ersten Herrenmannschaft des FC Pasching. In der Premierensaison der Spielgemeinschaft konnte die Mannschaft in der drittklassigen Regionalliga Mitte mit 43 Punkten den 9. Tabellenplatz belegen. In der Saison 2015/16 konnte die Mannschaft ihre Punktausbeute verbessern und belegte mit 50 Punkten den 5. Tabellenplatz. In der Saison 2016/17 belegte die Spielgemeinschaft mit 31 Punkten lediglich den 14. und somit den ersten Nicht-Abstiegsplatz.
Vor der Saison 2017/18 wurde die Spielgemeinschaft neu ausgerichtet, um Talente aus Oberösterreich besser zu binden. Der FC Pasching wurde zur stärkeren Identitätsfindung nach der zweiten Mannschaft des LASK in FC Juniors OÖ umbenannt, wodurch die Mannschaft in der Folge als LASK Juniors OÖ auflief.
Nach dem Aufstieg in die 2. Liga in der Saison 2017/18 wurde die Spielgemeinschaft formell aufgelöst, da mit einem eigenständigen Verein weitaus mehr Fördergelder zu akquirieren waren. Den Startplatz der Spielgemeinschaft nahm der FC Juniors OÖ mit einer eigenständigen Mannschaft ein. Allerdings kooperierten der LASK und der FC Juniors OÖ auch in der 2. Liga, so dass die Jugendspieler des LASK zu diesem Zweck den Verein wechselten. Nach der Saison 2021/22 zogen sich die Juniors nach vier Spielzeiten freiwillig wieder aus der 2. Liga zurück. Daraufhin gingen die Juniors erneut eine Spielgemeinschaft mit den LASK-Amateuren ein, die diesmal den Namen LASK Amateure OÖ erhielt.